# Harry Dahl
Ernst Harry "Hacke" Dahl, född 25 juni 1902 i Landskrona, död 2 december 1986 i Glumslövs församling, var en svensk fotbollsspelare (högerinner).
Dahl representerade Landskrona Bois mellan 1918 och 1932, med undantag för säsongen 1922/1923, då han var i Helsingborgs IF. Han var en god målskytt och spelfördelare, och spelade mellan 1922 och 1930 tolv A-landskamper (åtta mål) för Sverige. Civilt var han svetsare. Även hans äldre bror, Albin Dahl (1900–1980), var fotbollsspelare.